# پامپلونا (کلمبیا)
پامپلونا (کلمبیا) (به اسپانیایی: Pamplona, Colombia) یک سکونتگاه مسکونی در کلمبیا است که در بخش نورته د سانتاندر واقع شده‌است.

## خصوصیات
پامپلونا ۱٬۱۷۶ کیلومترمربع مساحت و ۵۱٬۹۲۸ نفر جمعیت دارد و ۲٬۳۴۲ متر بالاتر از سطح دریا واقع شده‌است.

## خواهرخوانده
شهر پامپلونا خواهرخواندهٔ پامپلونا (کلمبیا) هست.